# Charles Antoine Gabriel d'Osmond
Charles Antoine Gabriel d’Osmond de Médavy est un prélat français né le  1er septembre 1723 à Aunou-sur-Orne et mort le 28 avril 1806 à Saint-Germain-en-Laye ecclésiastique qui fut évêque de Comminges de 1763 à 1785. 

## Biographie
Charles Antoine René sur son acte de baptême, il est le fils d'Eustache Osmont (d'Osmont) (1683 - 1774) et de Marie-Louise de Pardieu ; Il était, selon Jean-Nicolas Dufort de Cheverny, « rempli d’amabilité et de bonté, avec une voix charmante et une jolie figure, [mais] il avait le malheur d’être estropié étant jeune et avait une jambe de deux pouces plus courte que l’autre. »
En 1743, il est reçu chanoine-comte, au sein du Chapitre de Saint-Jean de Lyon. Il en devient chanoine-comte d'honneur en 1764.
Il fut ensuite vicaire général du diocèse d’Auxerre. Il est nommé évêque de Comminges en 1763 et consacré, le 1er avril 1764, par l'évêque de Nevers « évêché valant plus de cent mille livres de rentes dans un pays où il était impossible d’en manger plus de douze » (Dufort de Cheverny).
Il se démet de son évêché en avril 1785 et faveur de son neveu Antoine Eustache d'Osmond. Lui-même obtint, le 25 février 1785, la fonction d'abbé commendataire de l’abbaye royale de Saint-Pierre de Préaux, dans le diocèse de Lisieux, eut ses bulles en date du 8 mars et prit possession le 13 avril 1785.
Sous la Révolution, il émigre en 1791 à Constance puis en Bavière d'où il envoie en 1800 une lettre de félicitations au pape Pie VII pour son intronisation. Il rentre en France après le concordat de 1801 et meurt à Saint-Germain-en-Laye.